# Роговой (Ставропольский край)
Рогово́й — посёлок в составе Георгиевского района (городского округа) Ставропольского края России.

## География
На юго-западе: посёлок Балковский.
На севере-западе: село Долиновка.
Расстояние до краевого центра: 198 км.
Расстояние до районного центра: 57 км.

## История
Указом Президиума Верховного Совета РСФСР от 21 сентября 1964 года посёлок Второе отделение откормсовхоза «Георгиевский» переименован в посёлок Роговой.
До 18 октября 1990 года посёлок входил в Ульяновский сельсовет. 18 октября 1990 года Президиум Ставропольского краевого Совета народных депутатов решил «Образовать в Георгиевском районе Балковский сельсовет с центром в посёлке Балковский, включив в его состав посёлки Балковский и Роговой, выделенные из Ульяновского сельсовета этого же района».
До 1 июня 2017 года посёлок входил в упразднённый Балковский сельсовет.

## Население
| 1989 | 2002 | 2010 | 2014 | 2021 | 2023 |
| ---- | ---- | ---- | ---- | ---- | ---- |
| 81   | ↘9   | ↘7   | ↗10  | ↘9   | ↘7   |

По данным переписи 2002 года, все жители — русские (100 %).